# Vignoble de Savoie
Le vignoble de Savoie est une région viticole française qui s'étend essentiellement sur les départements de la Savoie (28 communes) et de la Haute-Savoie (24 communes), plus deux communes de l'Ain (Corbonod et Seyssel) et une de l'Isère (Chapareillan).
En 2012, le vignoble savoyard s'étendait sur environ 2 200 hectares (Savoie 1 880 hectares, Isère 169 hectares, Haute-Savoie 142 hectares, Ain 79 hectares). 16 millions de bouteilles avait été vendues cette année-là pour un chiffre d'affaires de 52 millions d'euros.

## Histoire

### Période antique

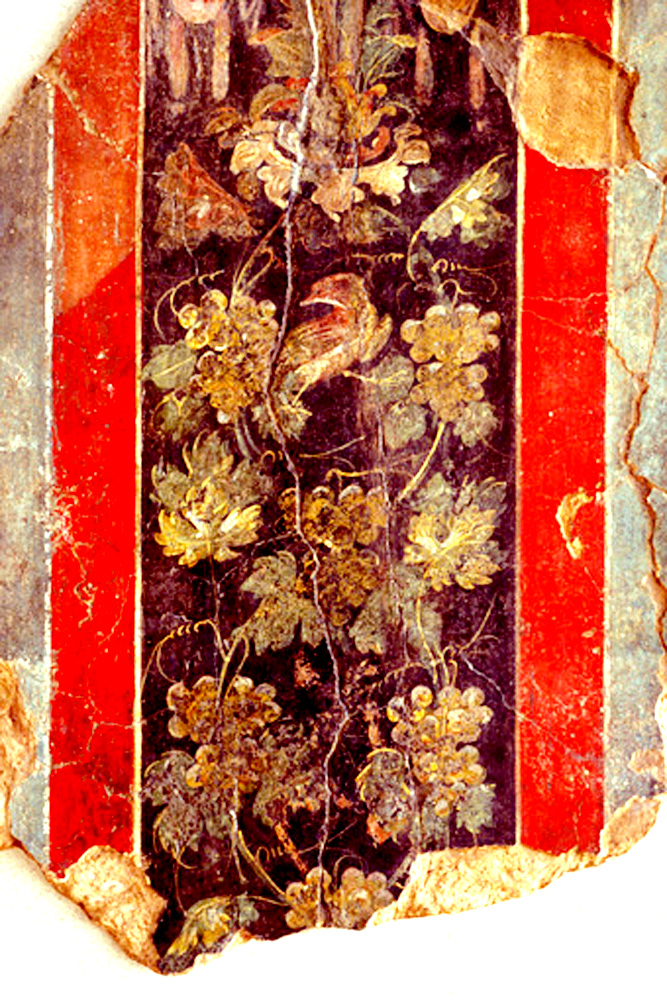
Vitis allobrogica
détail de la fresque de la Maison de la paroi du globe, à Saint-Just, Vienne

La vigne est présente depuis longtemps dans les Alpes, comme en témoignent les pépins de raisins fossilisés retrouvés lors de fouilles archéologiques dans les sites lacustres datant du Néolithique.
Les plus anciens témoignages de vinification sur ce versant des Alpes sont postérieurs à la conquête romaine, et surtout plus au sud. Strabon vante les qualités des Allobroges qui, expliqua-t-il « tournent désormais vers l'agriculture l'application qu'ils avaient donné, jusque-là, aux choses de la guerre. ». 
Dans le courant du Ier siècle, ces Celtes avaient sélectionné un cépage nouveau, le vitis allobrogica, capable de résister aux conditions climatiques alpines. Son vin entra dans l'histoire à l'époque d'Auguste et Columelle lui donna le qualificatif de vinum picatum, c'est-à-dire de vin poissé. Résultat sans doute de son passage dans des tonneaux aux douelles de sapin ou de mélèze. Pline l'Ancien nous a décrit ses crus, le sotanum, le taburnum et l'ellicum.
Ils étaient commercialisés à partir de la colonie romaine de Vienna, ce qui permit à Martial de chanter et célébrer les vins de « Vienne-la-Vineuse ». S'il ne nous est rien dit sur le mode de conduite de l’allobrogica, on sait que ce cépage était cultivé jusqu'à Burgum, l'actuel Bourg-Saint-Andéol. Or, les récentes fouilles de la ligne TGV ont permis aux archéologues d'identifier le site proche des Girardes à Lapalud, des fosses alignées, datées du Haut Empire, où avait été faite une plantation viticole sur hautains.

### Période médiévale

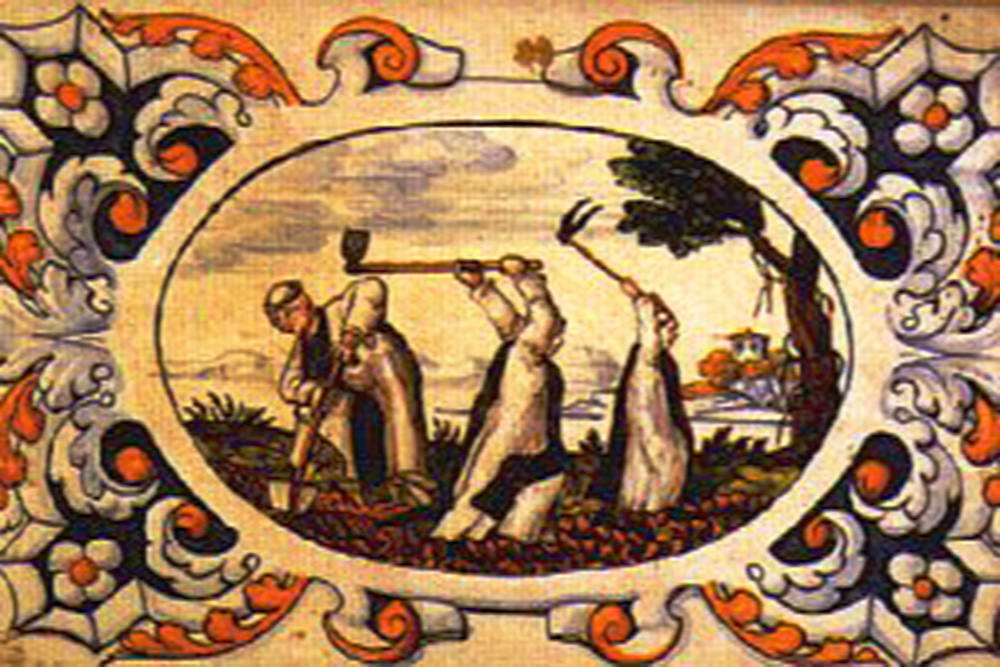
Moines cisterciens défrichant une terre

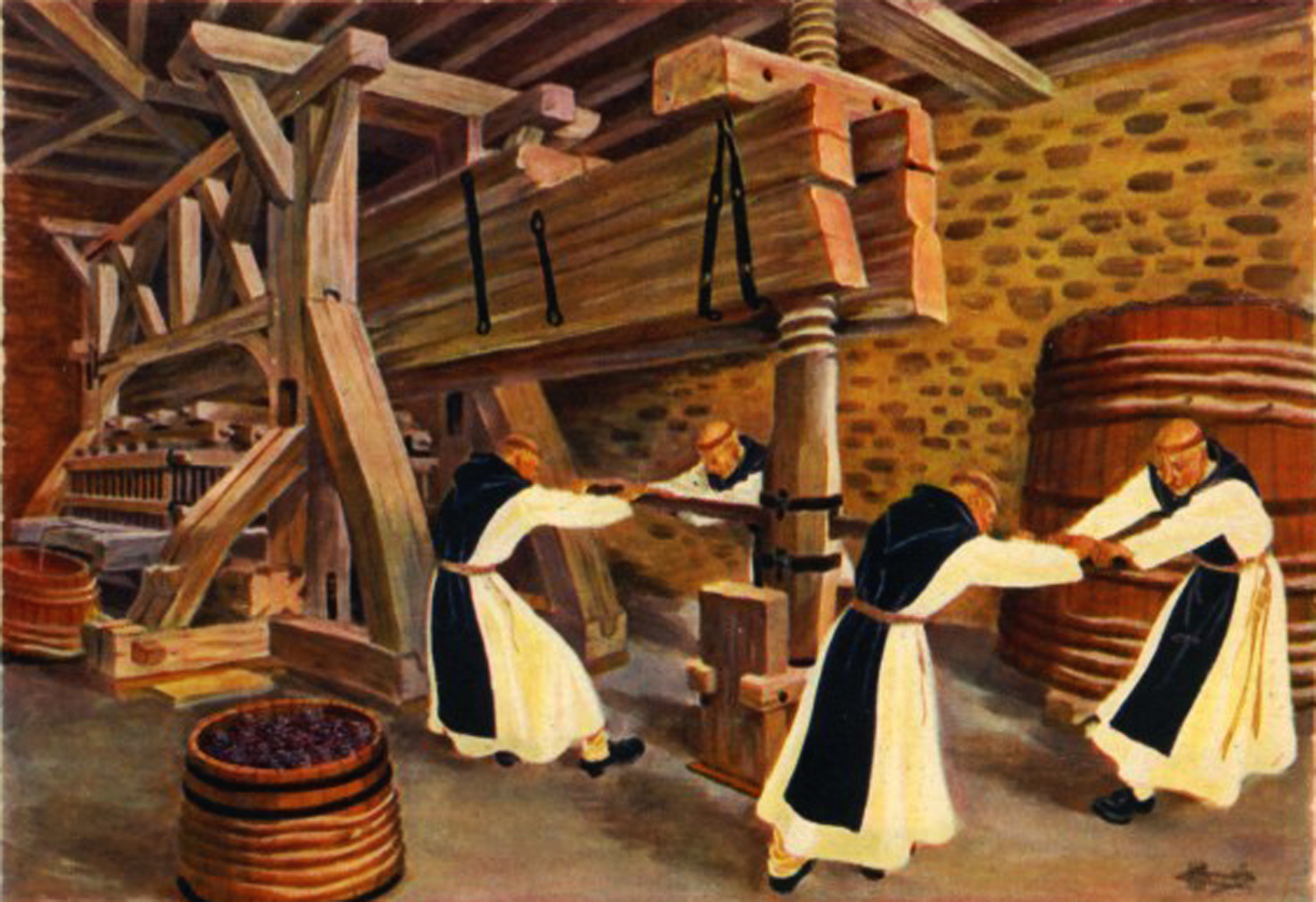
Moines de Notre-Dame de Fully au pressoir

Après la chute de l'Empire romain, c'est l'Église qui fait survivre la viticulture savoyarde à travers ses besoins en vin de messe. Dès le XIe siècle, les moines plantent la vigne « en crosse », c'est-à-dire sur arbre mort. Les plus actifs furent les moines cisterciens de l'abbaye de Notre-Dame de Fully.
Durant tout le Moyen Âge et jusqu'à l'annexion de la Savoie à la France, les « albergataires », ou métayers, dans le cas de plantation nouvelle ou de renouvellement d'une ancienne vigne, s'obligeaient contractuellement avec le bailleur. Celui-ci payait le défonçage du sol, l'engrais et les échalas ; le baillé avait à sa charge la plantation des hautains et l'entretien général des vignes.

### Période moderne

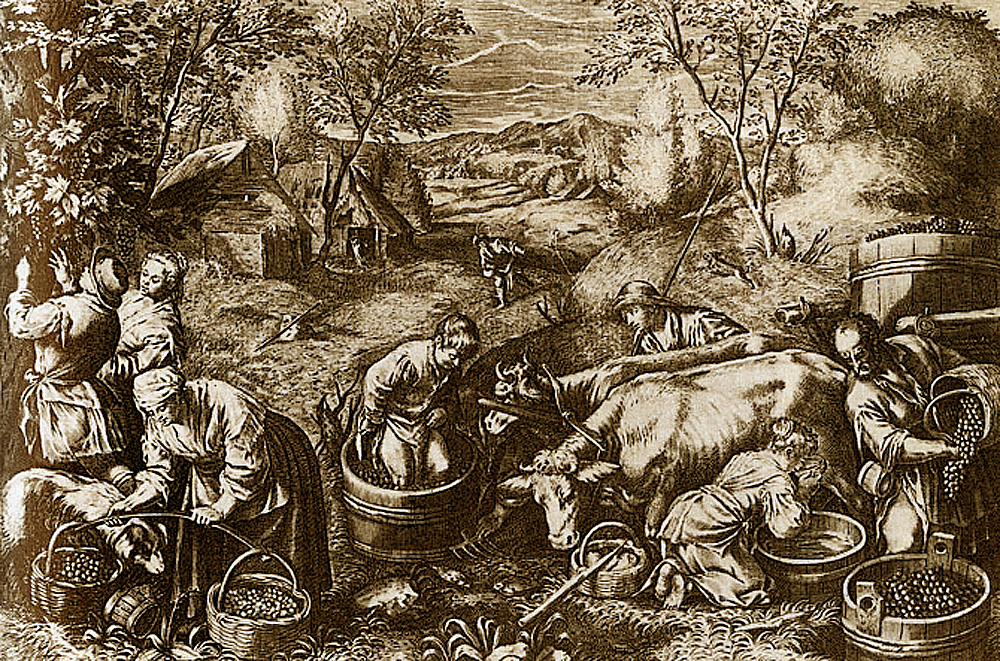
Vendanges de vignes en hautain

De très nombreux villages de Savoie, à l'exception de ceux aux terroirs et aux climats vraiment les plus inappropriés, plantent alors des vignes. La majorité de cette production locale était de qualité médiocre avec des vins souvent mal vinifiés, âpre au goût et de faible degré en alcool, mais qui trouvait cependant pour les boire une clientèle paysanne et ouvrière peu difficile.
La plus grande extension du vignoble se fit entre le XVIe siècle et le XVIIIe siècle. Initialement implanté sur les coteaux les plus ensoleillés, il descendit vers les plaines. Et dans ces bas-fonds, pour préserver les ceps du gel, les hautains prirent encore plus de hauteur, avec l'obligation de mettre les premières grappes à 1,50 ou 2 mètres du sol. Ce qui permit de comptabiliser, en 1768, 9 000 hectares de vignes, toutes sur treilles ou sur hautains, dont la majorité n'était apte qu'à fournir un « vin de laboureur », verdelet à souhait. D'un rendement deux fois supérieur à celui des vignes sur échalas, ils étaient dits « verts, acides, mais sains et désaltérants. ».

### Période contemporaine

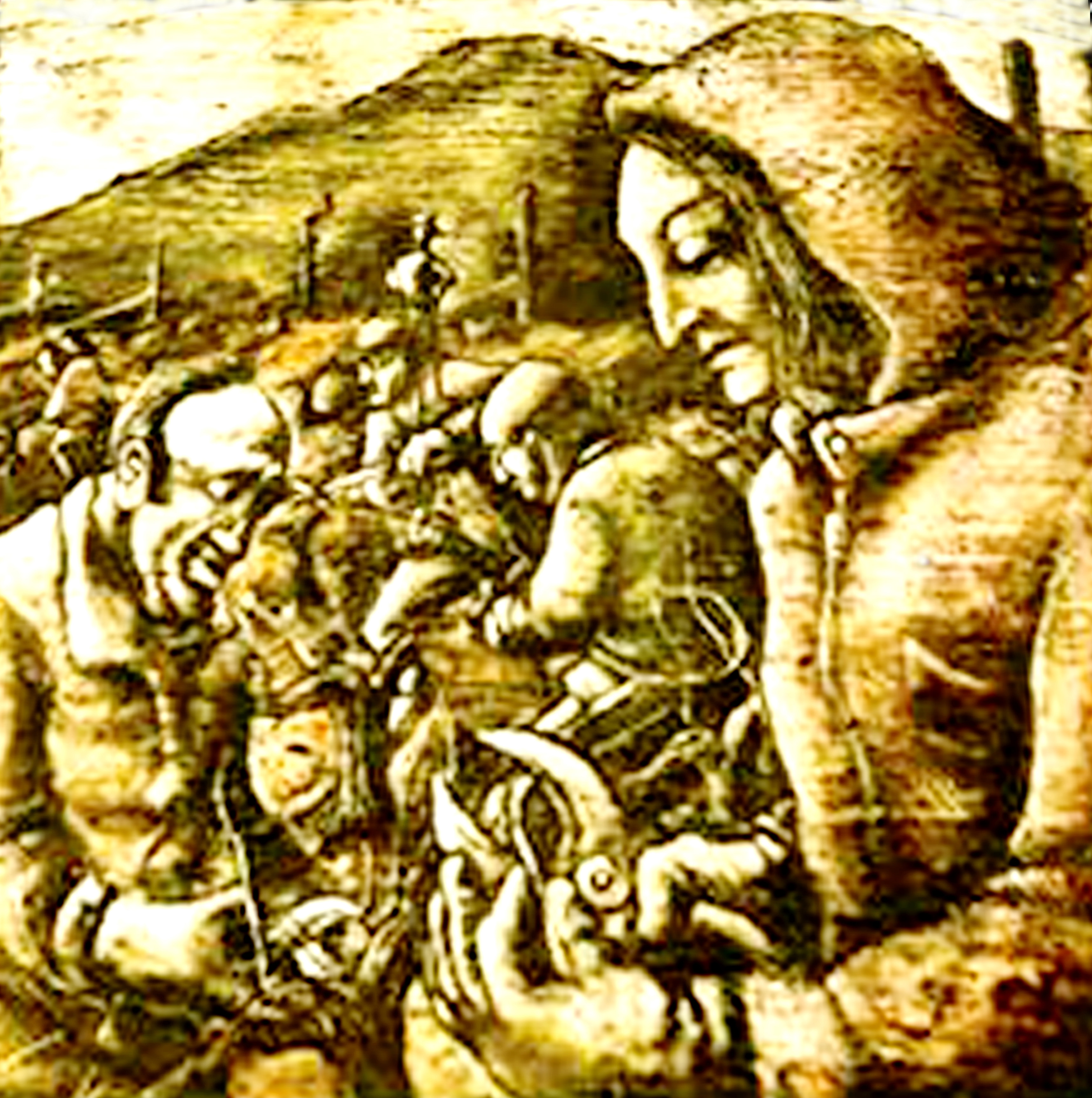
Vendanges en Savoie

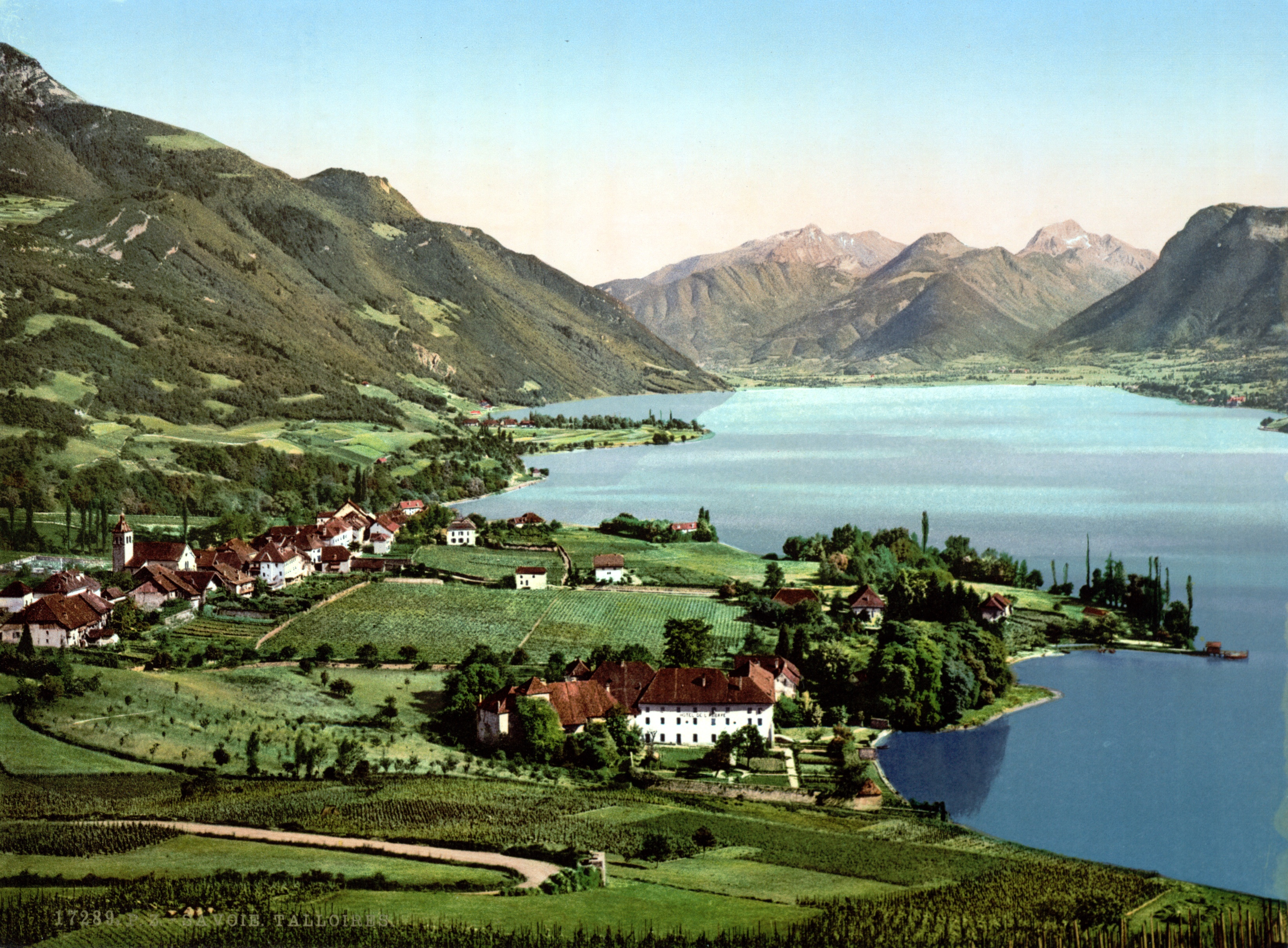
Vignoble autour de Talloires à la fin du XIX.

En 1816, André Jullien, lors de son séjour en Savoie pour rédiger sa Topographie de tous les vignobles connus, constate :

« La variété des expositions, les différentes espèces de cépages que l'on réunit dans la même vigne, et surtout les ceps hautains que l'on rencontre dans beaucoup de cantons, occasionnent de grandes dissemblances dans la qualité des produits. et tandis que quelques vignobles donnent de forts bons vins, beaucoup d'autres ne produisent que de très basse qualité. »

Au milieu du XIXe siècle, ces vins surets étaient produits sur près de 3 000 hectares, dont 2 000 dans le département de la Savoie, soit le quart du vignoble. Cette situation perdura jusqu'à l'apparition du phylloxéra et la reconstitution d'un nouveau vignoble. La conduite en hautain ne se retrouve plus aujourd'hui qu'en Chautagne pour une partie seulement du vignoble, la quasi-totalité étant palissée sur fil de fer à une hauteur de 1,20 mètre. Ce reliquat de la vieille technique ne concernent que des vignes de gamay.

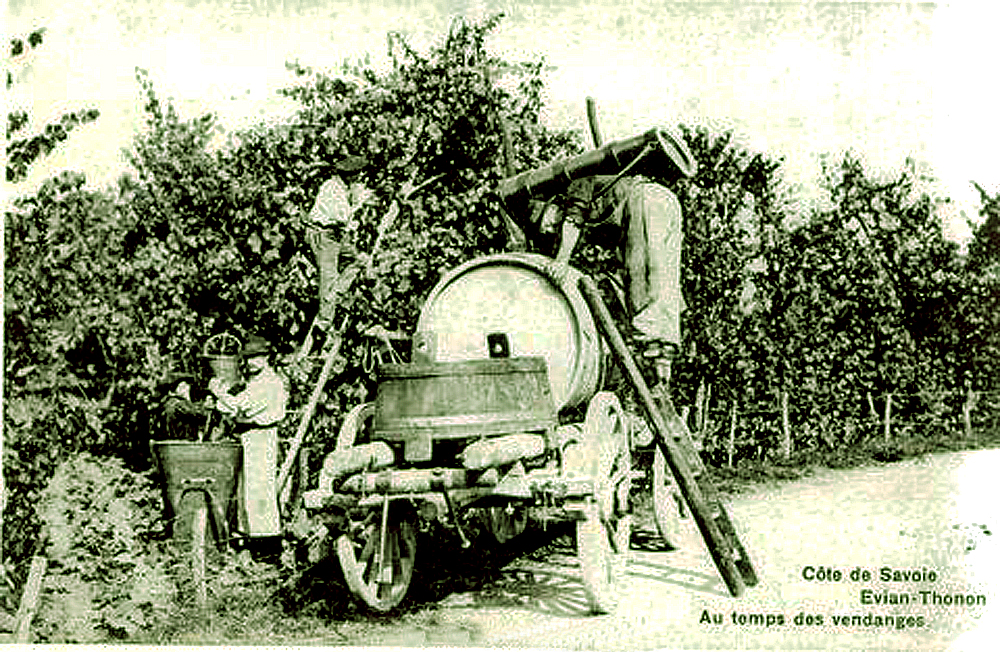
Vendanges sur crosses entre Évian et Thonon

Toujours au milieu du XIXe siècle, mais en Haute-Savoie cette fois, la commune d'Évian avait 70 hectares et son canton 455 hectares de vignes. Le cépage cultivé était le chasselas ; il était conduit pour moitié en vignes basses avec un rendement de 40 à 50 hl/ha. L'autre moitié poussait sur « crosses de châtaignier » avec des rendements qui s'élevaient entre 80 et 120 hl/ha. Jusqu'au début du XXe siècle, la ville s'était fait une renommée pour ses vins autant que pour ses eaux. Ils avaient impressionné le docteur Jules Guyot, qui les goûta en 1868 et commenta : 

« Les vins des crosses d'Évian sont blancs, légers et ils sont aussi sains qu'agréables... Les habitants préfèrent beaucoup leurs vins à leurs eaux qui sont pourtant des plus séduisantes. »

Il a laissé une description des crosses, constituées par de grands arbres avec toutes leurs branches montant jusqu'à 8 à 12 mètres de haut et dont le tronc de 30 à 50 cm de diamètre avait été tout écorcé. Il précisait même que les raisins du bas mûrissaient les premiers, entre six et neuf jours plus tôt que ceux du haut. Aujourd'hui, il ne reste qu'une centaine de crosses sur le territoire de Marin et le vignoble d'Évian-les-Bains est classé en vin de Pays des Allobroges.
La plupart de ces mauvaises vignes ont disparu définitivement avec l'arrivée du phylloxera dès la fin du XIXe siècle, mais surtout avec l'arrivée du chemin de fer qui permit d'importer massivement du Midi de la France des vins bon marché et de bien meilleure qualité alcoolique que les petites piquettes locales. Même si pendant quelque temps les raisins et les vins du Midi furent utilisés pour faire du coupage afin d'améliorer la qualité, seuls les meilleurs terroirs survécurent en améliorant leur qualité propre et en se greffant sur des pieds américains.
Les crus de Seyssel (communes de Seyssel (Ain), Seyssel (Haute-Savoie) et Corbonod) et de Crépy (Ballaison, Douvaine et Loisin) sont distingués dès 1942 pour celui de Seyssel (décret du 11 février 1942) et 1948 pour celui de Crépy (décret du 29 avril 1948).
En 1957, les vins de Savoie obtiennent la reconnaissance comme VDQS, puis en 1973 ils sont classés AOC (décrets du 4 septembre 1973 et du 21 avril 1989).

## Situation géographique
La Savoie viticole n'est pas faite d'un vignoble d'un seul tenant, mais d'un grand nombre d'îlots de viticulture, sélectionnés selon la qualité du sol et surtout de l'ensoleillement.

### Géologie

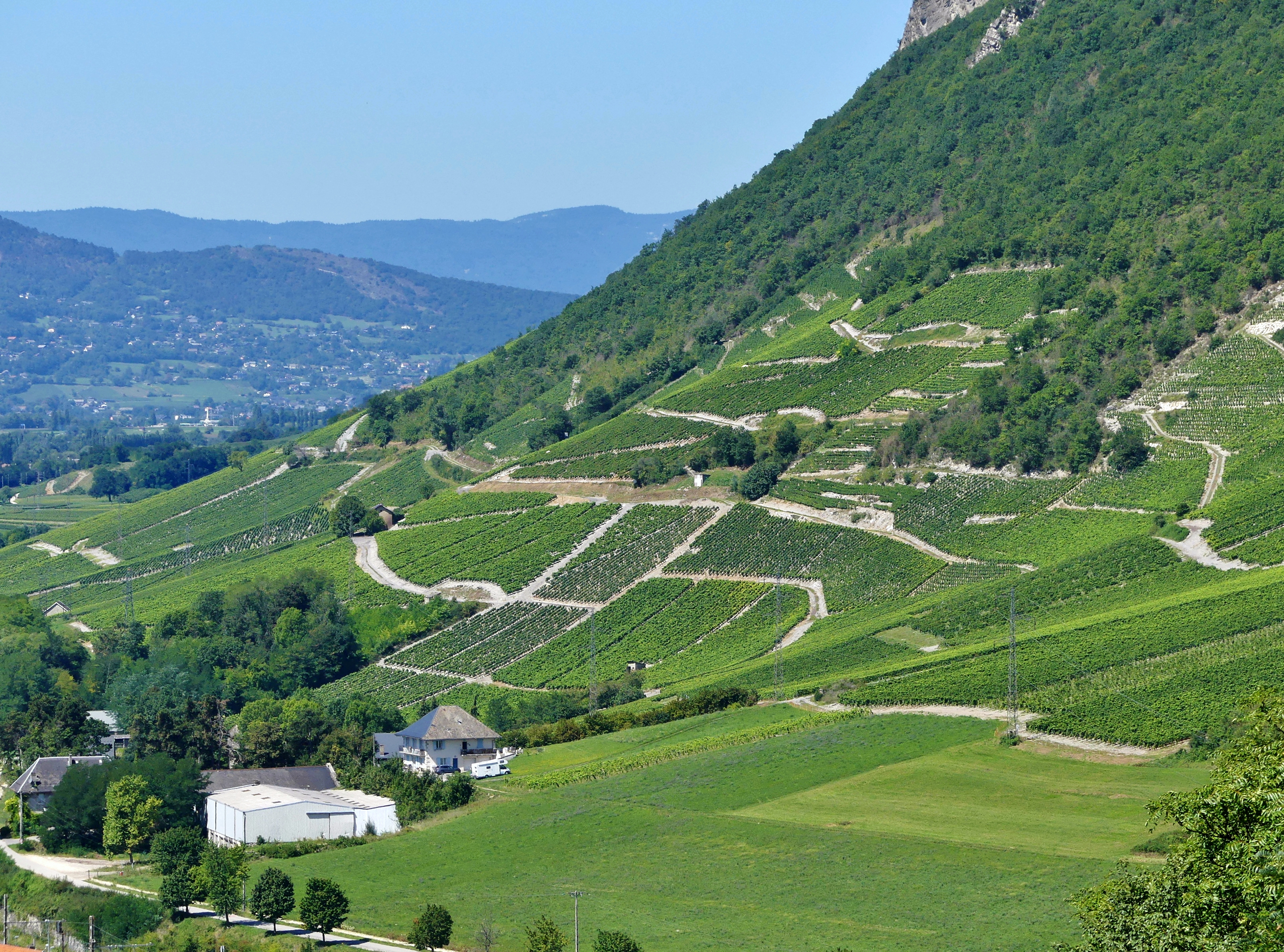
Vignobles sur les coteaux calcaires des Bauges à Montmélian.

Le vignoble savoyard est presque exclusivement implanté sur des sols caillouteux issus de l'érosion : moraines glaciaires (Marin, Marignan, Crépy, Frangy), cônes d'éboulis (Abymes, Arbin, Cruet, Fréterive) et terrasses fluviales (Ripaille). Les seules exceptions sont sur des marnes ou des calcaires argileux du Kimméridgien (à Chignin et à Jongieux). Quelques parcelles sont plantées sur des sols schisteux, comme à Cevins; ce genre de sols a la particularité d'emmagasiner plus facilement la chaleur du jour et de la rendre à la plante durant la nuit et donne aussi des vins avec une riche minéralité.
Le terroir des crus abymes et apremont, au sud de Chambéry, est récent : il provient d'un glissement de terrain de la face nord du mont Granier.
Dans la nuit du 24 au 25 novembre 1248, les marnes du Valanginien, gorgées d'eau, entraînent avec elles des calcaires durs, une autre couche de marne hauterivien et les calcaires urgoniens qui forment le sommet du Granier, formant un vaste cône d'éboulis de 23 km2. Longtemps laissé en friche, ce chaos de rochers appelé les « Abymes de Myans » a été progressivement planté à partir du XIVe siècle.

### Climatologie
En raison des conditions climatiques, la vigne se limite aux Préalpes et aux versants les mieux exposés des vallées alpines, moins froides. La baisse moyenne de température est de 1 °C tous les 116 mètres ; au-dessus de 600 mètres d'altitude, le différentiel de température est de 1° par 247 mètres de dénivelé.
| Températures                | Janvier | Février | Mars   | Avril   | Mai     | Juin    | Juillet | Août    | Septembre | Octobre | Novembre | Décembre | Année   |
| --------------------------- | ------- | ------- | ------ | ------- | ------- | ------- | ------- | ------- | --------- | ------- | -------- | -------- | ------- |
| Albertville (340 m)         | 0,7° C  | 2,6° C  | 6,9° C | 10,6° C | 14,6° C | 18,2° C | 20,1° C | 19,4° C | 16,2° C   | 11,1° C | 5,8° C   | 2,2° C   | 10,7° C |
| Annecy (448 m)              | -0,6° C | 1,2° C  | 5,3° C | 9,0° C  | 13,2° C | 14,6° C | 19,0° C | 18,0° C | 15,1° C   | 9,7° C  | 4,9° C   | 0,9° C   | 9,4° C  |
| Bourg-Saint-Maurice (841 m) | -1,1° C | -0,1° C | 3,0° C | 7,2° C  | 11,0° C | 15,2° C | 18,0° C | 17,0° C | 14,3° C   | 9,0° C  | 4,0° C   | -0,3° C  | 8,1° C  |

Dans la vallée les jours de gel sont fréquents et peuvent atteindre près de 100 jours par an. Seuls les cépages locaux peuvent résister à cette baisse des températures.
Dans les zones particulièrement à l'abri, près de l'eau qui atténue le froid, le climat méditerranéen est déjà perceptible, sur les rives du lac du Bourget et dans le nord de la Chautagne en particulier. Plus la vigne est plantée en coteaux orientés au sud, plus elle reçoit la lumière solaire et l'air froid peut circuler dans des endroits plus bas.
En moyenne, l'ensoleillement est 1 870 heures par an et suivant les secteurs peut atteindre 2 000 heures par an.
La région est parmi les plus humides de France. La moyenne se situe à environ 1000-1 200 mm par an, elle peut s'élever dans les montagnes au-dessus de 2 000 mm par an.
| Précipitations              | Janvier | Février | Mars   | Avril  | Mai    | Juin   | Juillet | Août   | Septembre | Octobre | Novembre | Décembre | Année    |
| --------------------------- | ------- | ------- | ------ | ------ | ------ | ------ | ------- | ------ | --------- | ------- | -------- | -------- | -------- |
| Albertville (340 m)         | 84 mm   | 83 mm   | 102 mm | 92 mm  | 82 mm  | 90 mm  | 90 mm   | 103 mm | 95 mm     | 117 mm  | 105 mm   | 118 mm   | 1 161 mm |
| Annecy (448 m)              | 67 mm   | 72 mm   | 111 mm | 111 mm | 122 mm | 114 mm | 103 mm  | 124 mm | 113 mm    | 141 mm  | 119 mm   | 116 mm   | 1 313 mm |
| Bourg-Saint-Maurice (841 m) | 58 mm   | 61 mm   | 86 mm  | 94 mm  | 81 mm  | 84 mm  | 84 mm   | 93 mm  | 72 mm     | 107 mm  | 74 mm    | 89 mm    | 983 mm   |

L'humidité est généralement associée à la force du vent du sud-ouest, la traverse. Pour se protéger contre le froid du vent du nord, la bise, la majorité des vignobles sont sur les versants sud. Au printemps, le vent peut apporter à la viticulture des gelées dévastatrices. Au cours de l'automne, chaud et humide, les vents du sud apportent de fréquents orages.

## Appellations savoyardes
La majorité de la viticulture savoyarde se trouve dans le département de la Savoie : la superficie de l'AOC vin de Savoie était de 1 755 hectares en 2005, dont 1 550 en Savoie et presque tout le reste en Haute-Savoie. L'appellation couvre 28 communes de Savoie, 20 de Haute-Savoie, deux de l'Ain et une de l'Isère.
Les quatre AOC savoyardes produisent 130 000 hectolitres de vin par an, dont 80 % de vin blanc :
- roussette de Savoie ;
- seyssel ;
- vin de Savoie ;
- Crémant de Savoie (pétillant)[22].

Seize dénominations géographiques peuvent adjoindre leur nom à l'AOC vin de Savoie : Abymes, Apremont, Arbin, Ayze, Chautagne, Chignin, Chignin-bergeron ou bergeron, Crépy, Cruet, Jongieux, Marignan, Marin, Montmélian, Ripaille, Saint-Jean-de-la-Porte, et Saint-Jeoire-Prieuré. La liste originale de 1973 comprenait aussi Charpignat et Sainte-Marie-d'Alloix, deux crus disparus depuis ; Jongieux et Marin ont complété la liste en 1983.
Le nom de l'appellation d'origine contrôlée roussette de Savoie peut être complété par les dénominations géographiques suivantes : Frangy, Marestel, Monterminod et Monthoux.
Hors des limites des deux départements savoyards, l'appellation seyssel déborde sur deux communes du département de l'Ain, l'appellation vin de pays des Allobroges sur cinq, et on peut rattacher au vignoble savoyard celui de l'Y grenoblois qui s'étend essentiellement aujourd'hui sur la commune de Chapareillan.

### Département de la Savoie
Dans le département de la Savoie, en 2006, le vignoble représentait 19 % du chiffre d'affaires de l'agriculture départementale et employait 800 agriculteurs dont la moitié sont des professionnels. En 2011, le nombre d'agriculteurs étaient de 600 et produisaient environ 20 % du produit agricole brut du département.
La surface du vignoble s'est accrue de 30 % en une décennie, 135 000 hectolitres ont été produits en 2005 et 125 000 hectolitres en 2010, dont la moitié est consommée par les résidents du département.
Depuis quelques années, les stocks avaient augmenté et représentaient en 2006, un peu moins d'une année de production.
Les « sartos » sont des guérites de pierres caractéristiques de la région, et une confrérie en porte le nom.

#### Combe de Savoie

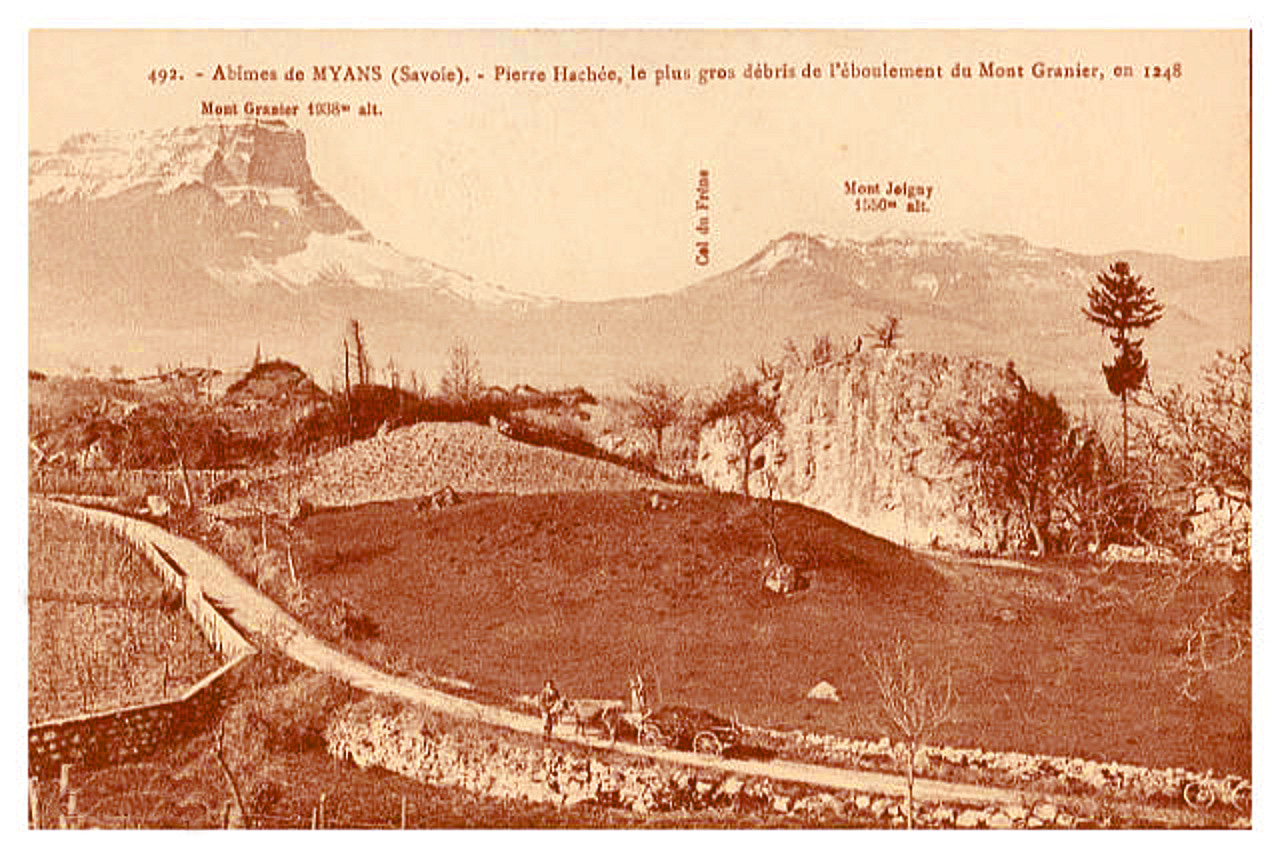
Les Abymes de Myans

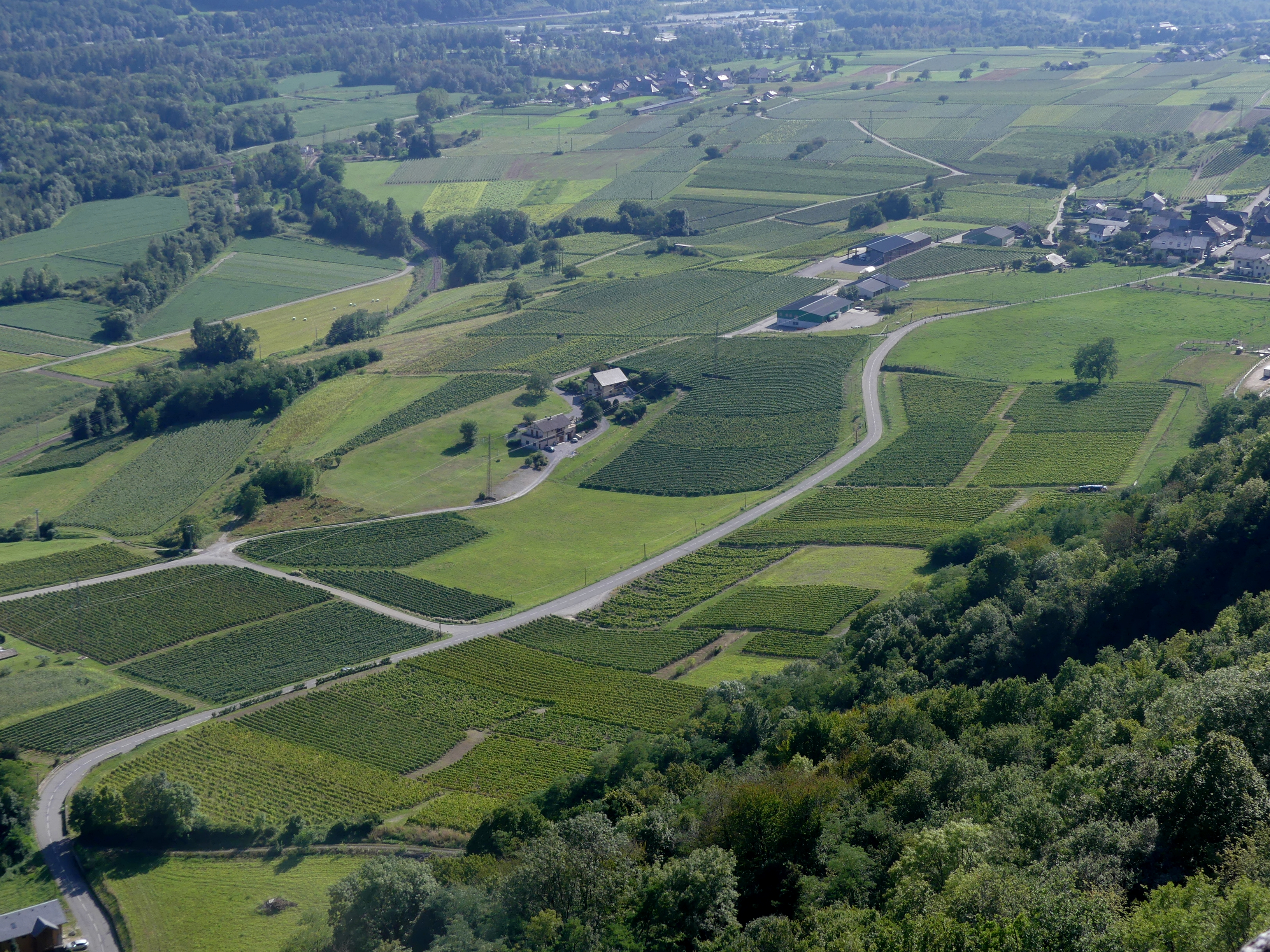
Vignes à Saint-Pierre-d'Albigny.

C'est le plus vaste des vignobles savoyards dans la vallée et sur les pentes de la Combe de Savoie, à l'est de Chambéry, entre le parc naturel régional de Chartreuse et celui du Massif des Bauges.
Les abymes et l'apremont rendent hommage, par leur nom, au drame de la nuit du 24 au 25 novembre 1248, lors de laquelle un pan entier du Mont Granier (1 933 m) s'est effondré, tuant plus de 1 000 personnes en ensevelissant une quinzaine de villages. L'oratoire de Notre-Dame-de-Myans marque l'endroit où la coulée de roches et de boues s'est arrêtée.
Les vignobles de Saint-Jeoire-Prieuré, Chignin, Montmélian, Arbin, Cruet et Saint Jean de la Porte qui se situent sur les coteaux de la montagne savoyarde, premier contrefort du massif des Bauges, font face aux vignobles d'Apremont et des Abymes.

#### Avant-pays savoyard

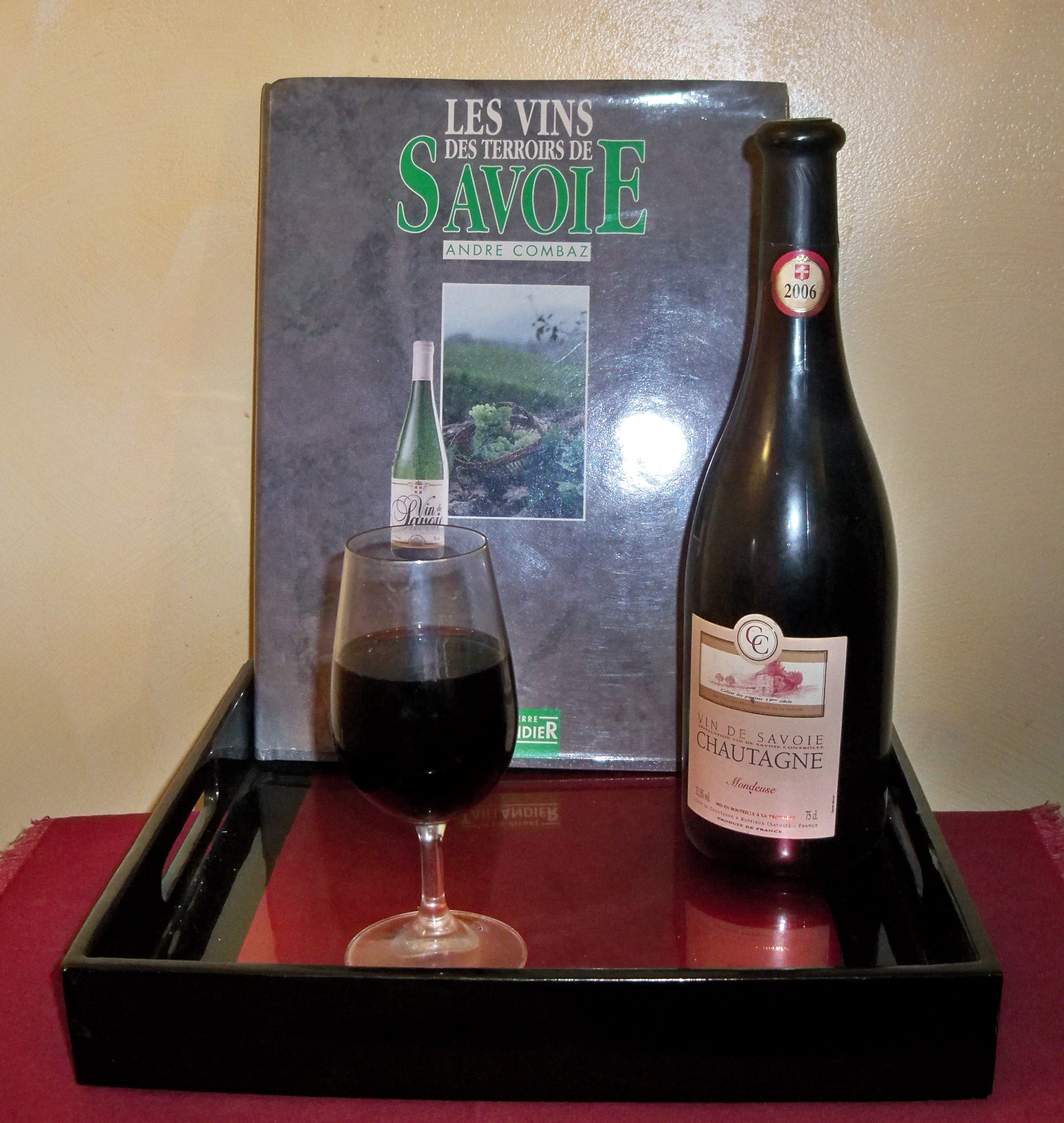
AOC Vin de Savoie Chautagne.

Les vignobles de l'Avant-Pays savoyard s'étendent sur trois secteurs distincts au nord de Chambéry : l'ouest du lac du Bourget, la Chautagne au nord du lac du Bourget, sur la rive est du Rhône, et en remontant un peu la vallée du Rhône, jusqu'en Haute-Savoie, les secteurs de Seyssel et Frangy, où s'élabore la roussette-de-savoie.

### Département de la Haute-Savoie

#### Rives du Léman
Les rives du Léman ou Chablais français accueillent de beaux terroirs :
les coteaux du Crépy (communes de Ballaison et Douvaine), les rivages d'Yvoire et d'Excenevex, et à l'Est de Thonon-les-Bains les vignobles de Ripaille (commune de Thonon-les-Bains) et Marin.

#### Vallée de l'Arve
Des grands vignobles de la vallée de l'Arve qui existaient au début du XXe siècle, il ne reste que quelques vignes du côté de Ville-la-Grand dans la banlieue d'Annemasse et surtout un joyau recherché : le vin d'Aÿze, dont les vignes sont implantées au bas des pentes ouest du Môle (1 863 m).

## Vin de pays
(indication géographique protégée)

## Encépagement
L'encépagement du vignoble savoyard mêle cépages locaux et cépages issus de régions viticoles voisines. On retrouve 23 cépages sur les 250 recensés en France, dont sept uniques (altesse, gringet, molette, mondeuse noire (proche de la syrah), mondeuse blanche, persan et jacquère).

### Cépages blancs
- Le chardonnay

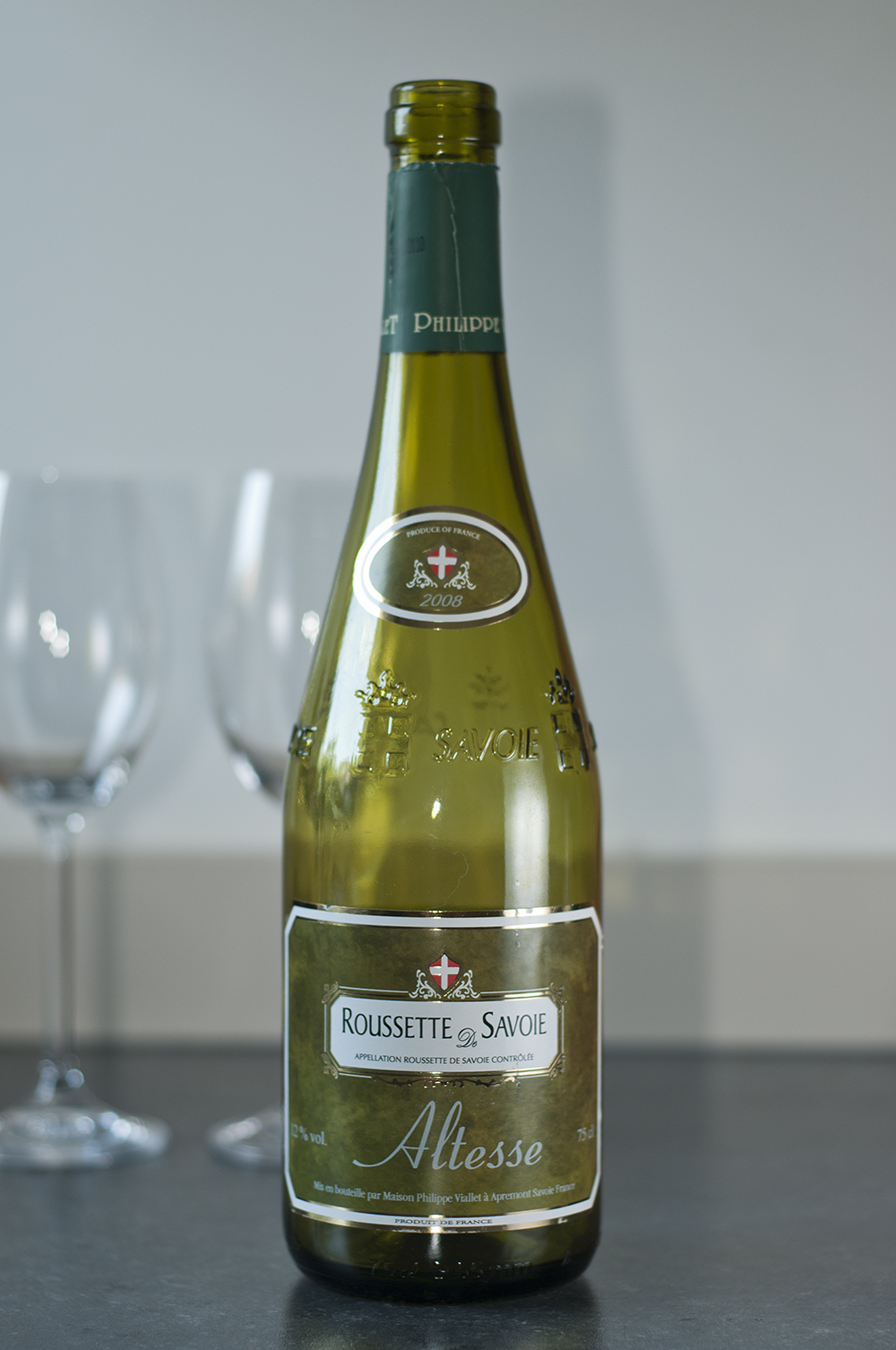
Bouteille d'Altesse ou Roussette

- Le chasselas (crépy marin ripaille, marignan)
- La jacquère (cépage traditionnel de Savoie, le plus répandu)
- La molette blanche (seyssel)
- La roussanne ou bergeron (chignin)
- L'altesse ou roussette
- La mondeuse blanche

### Cépages noirs
- Le gamay (le plus répandu)
- La mondeuse (cépage traditionnel de Savoie), apparenté à la syrah
- Le persan (ancien cépage, cultivé de nouveau par quelques vignerons)
- Le pinot noir

### Vidéo
- [vidéo] « La Savoie et le Jura » sur Voyage, 2001, 52 min.